# Болеслав III Кривоустий
Болесла́в III Кривоу́стий (пол. Bolesław III Krzywousty; 20 серпня 1086 — 28 жовтня 1138) — польський князь (1102-1138). Представник династії П'ястів, син князя Владислава І Германа та його дружини князівни Юдити Богемської.
Дід Великого князя Київського Романа II Великого, тесть Великого князя Київського Мстислава II Ізяславича.

## Життєпис
Після смерті батька отримав у володіння Сілезію, Малопольщу і Любуські землі. Вів вперту боротьбу зі своїм (зведеним) братом Збігнєвом, який успадкував Мазовію і Велику Польщу, і його союзником німецьким імператором Генріхом V. Болеслав вигнав брата у 1107 році. 1109 року військо Генріха напало на Сілезію. Болеслав переміг Генріха в битві на Собачому Полі. Після повернення до Польщі Збігнєва було осліплено, і він незабаром помер.
За Болеслава ІІІ було тимчасово відновлено політичну єдність Польщі. 1116 року він приєднав до Польщі Східне Помор'я, а в 1123 — Західне Помор'я і частково землі лютичів. За правління Болеслава ІІІ у Польщі перебував Володимир Мономах. У 1138 видав статут (так званий статут Болеслава ІІІ), за яким територія Польщі була поділена на уділи між його синами, що поклало початок періоду роздробленості Польської держави.
1103 року Болеслав одружився зі Збиславою Київською, донькою Великого князя Київського Святополка II. У них був син Владислав II Вигнанець. 
Після смерті Збислави Болеслав одружився з Соломією з Бергу (фон Берг) в 1115 році. Вони мали шість синів і шість дочок.

## Родина
1 Дружина — Збислава Святополківна
Діти:
- Владислав II Вигнанець
- NN, донька (1112–1124), дружина Всеволода Давидовича, князя Муромського

2 Дружина — Соломія Берзька
Діти:
- Лешко Болеславович (1115-1131)
- Рикса Болеславовна (пол. Ryksa Bolesławówna), (1116-1155) чоловіки — Володимир Всеволодович (при хрещенні — Іван, пом. бл. 1141[1]), князь новгородський, син Всеволода Мстиславича; після його смерті вдруге вийшла за шведського короля Сверкера I (пом. після 1155 р.)
- NN, донька (1117/1122 – 1132)
- Казимир (1117/1122 – 1131)
- Болеслав IV Кучерявий
- Мешко ІІІ Старий
- Гертруда (1126/1135 – 7 травня 1160)
- Генрик Сандомирський (1130 – 1166)
- Добронега Лужицька (1128/1135 – 1160)
- Юдита Болеславна (1133 – 1171/1175)
- Агнешка Болеславна (1137 – 1182)
- Казимир II Справедливий (1138 – 1194).